# Oskar Kiefer
Oskar Kiefer (eigentlich Oskar Alexander Kiefer, * 26. Februar 1874 in Offenburg; † 9. September 1938 in Boulogne-sur-Mer) war ein deutscher Bildhauer aus der badischen Stadt Ettlingen. Zu seinen bekanntesten Werken zählt das Antikriegsdenkmal am Rathausturm in Ettlingen.

## Leben

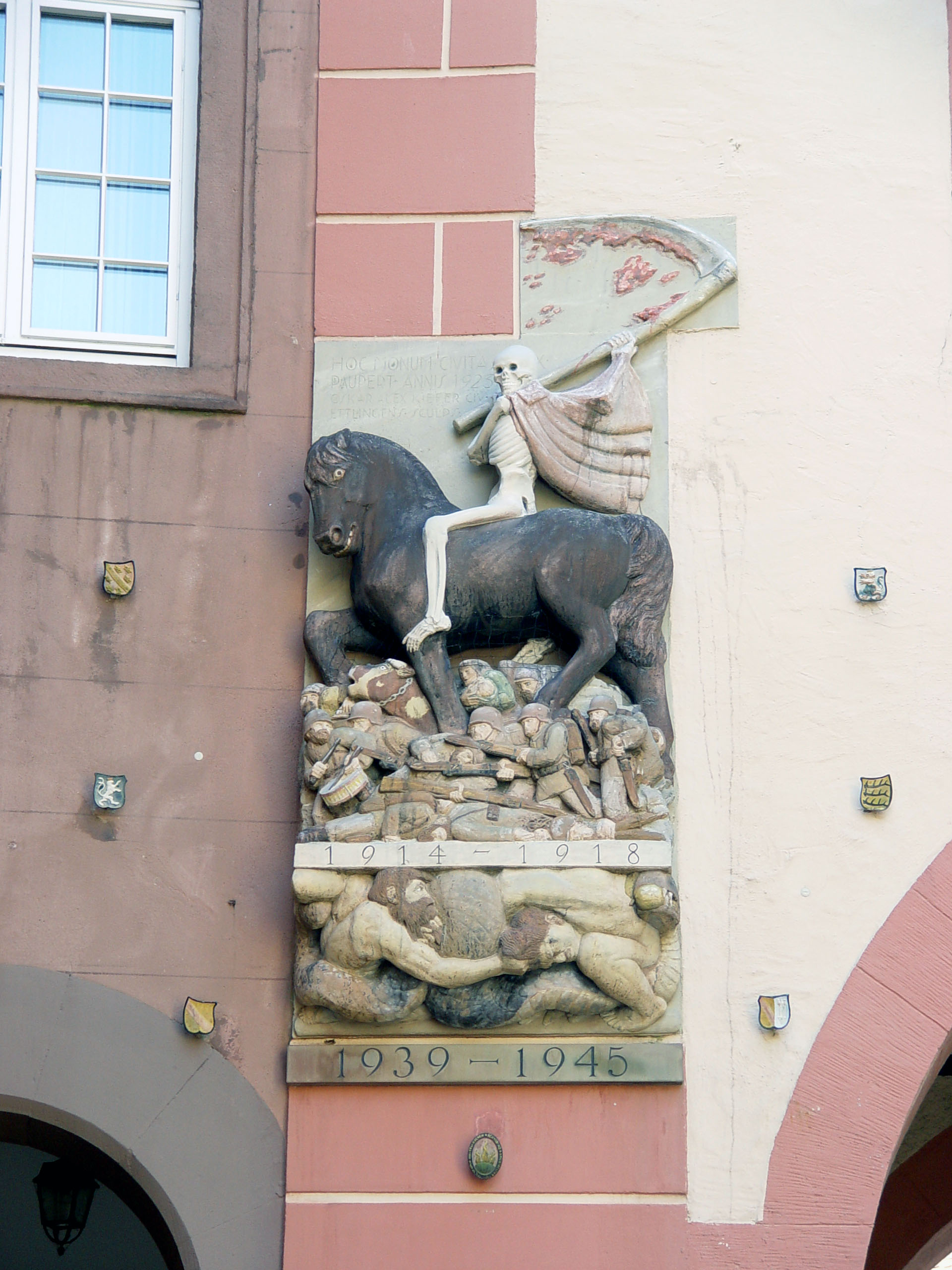
Das Gefallenendenkmal in Ettlingen

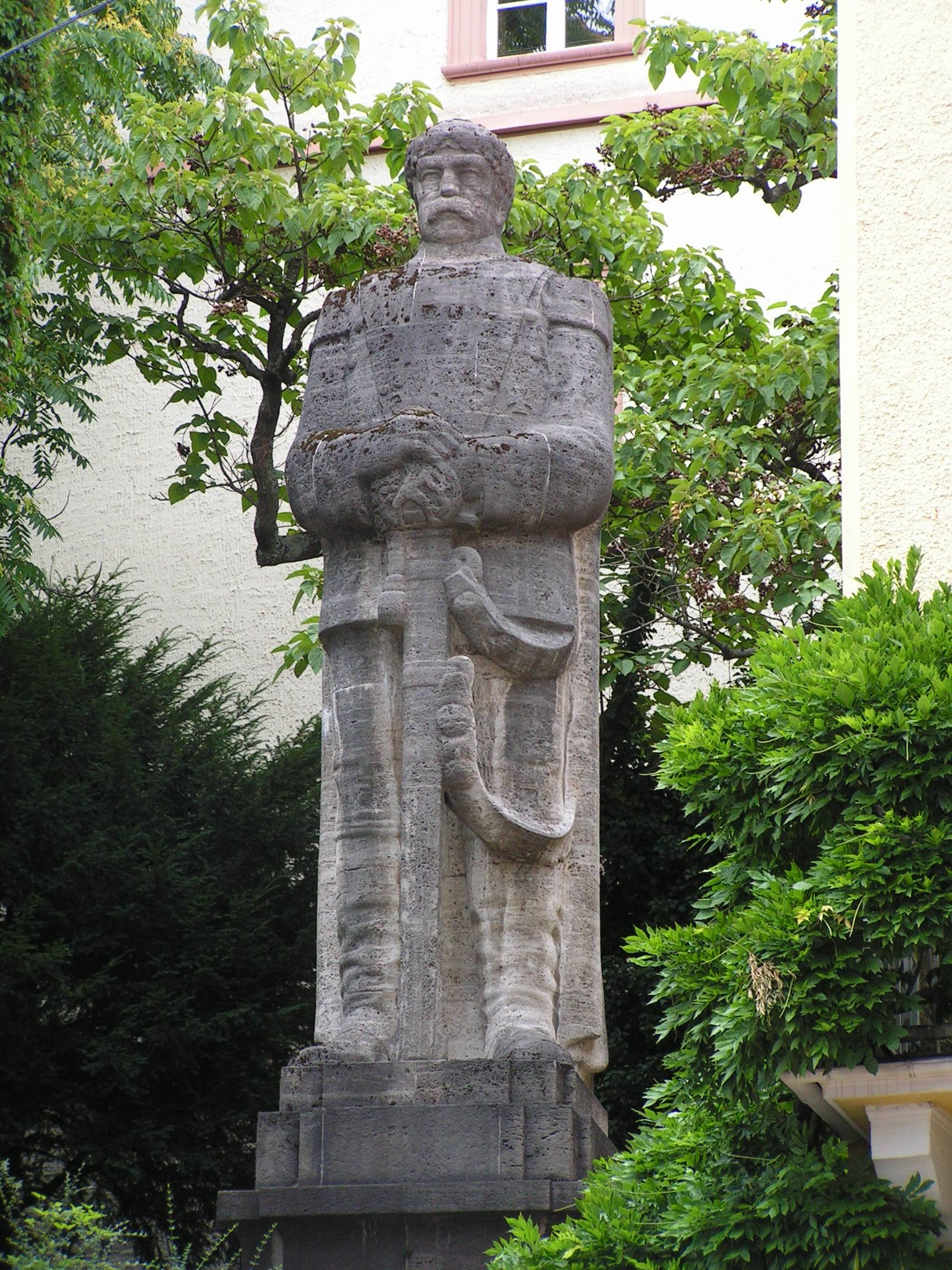
Bismarck-Denkmal in Baden-Baden

Oskar Kiefer war Sohn des Ettlinger Stadtbaumeisters Alexander Kiefer. Sein Großvater Josef Kiefer war in Ettlingen als derjenige Maurermeister bekannt geworden, der 1837 das mittelalterliche Badener Tor abgerissen hatte.
Kiefer ging 1889 vom Realgymnasium in Karlsruhe ab, sein Vater schickte ihn daraufhin in die Lehre bei einem örtlichen Schreiner. Hier kam erstmals Kiefers Kreativität zum Vorschein, da er zahlreiche Möbelstücke in guter Form und recht kräftig beschnitzt anfertigte. Bei der Abschlussprüfung an der Gewerbeschule im Jahre 1891 erhielt er einen Preis.
Nach der Lehre ging er, wie es für einen Schreinergesellen damals üblich war, nach alter Sitte auf Wanderschaft. Kaum ein Jahr später erhielt er einen Brief von seinem Vater, er solle heimkehren um sein Studium an der Kunstgewerbeschule Karlsruhe anzutreten. Falls nicht, „… werde ich dieses Studium nicht mehr finanzieren…“. Er kam daraufhin etwas widerwillig zurück und besuchte dann drei Jahre lang (von Herbst 1892 bis Sommer 1895) die Großherzogliche Badische Kunstgewerbeschule. Hier fiel dann seine Entscheidung für die Bildhauerei.
Ein Jahr lang war er als Modelleur in Stuttgart tätig.
Am 1. November 1896 durfte Kiefer auf Grund seiner hervorragenden Leistungen in die Großherzogliche Badische Akademie der Bildenden Künste eintreten, wo er bald Meisterschüler von Hermann Volz wurde, der den in jenen Jahren üblichen Realismus durch Idealisierung zu erhöhen bestrebt war.
Als Hospitant hörte er zugleich an der Polytechnischen Hochschule in Karlsruhe die Kollegien des umstrittenen, aber anregenden Oberbaurats Carl Schäfer.
Ab 1896 fing Kiefer mit den ersten Porträtbüsten an. Modell standen ihm seine Großmutter und ein väterlicher Freund. Zwar waren die ersten künstlerischen Gehversuche noch dem Realismus zugewandt, jedoch machte sich schon der aufkommende Jugendstil bemerkbar.
Nach der „Machtergreifung“ der Nationalsozialisten hatte Kiefer als bekennender Kriegs- und Regimegegner große Schwierigkeiten, seine Kunst auszuüben.
Kiefer starb bei einem Bootsunfall in Frankreich.

## Werke
Ein wichtiger Faktor für seinen späteren Lebensweg war die enge Freundschaft zu den Architekten Curjel & Moser. An deren Bauwerken konnte Kiefer (neben bildhauerischer Fassadengestaltung etwa am Brauhaus Moninger und am Bankhaus Homburger in Karlsruhe) einige Plastiken erschaffen, so an:
- der Lutherkirche (Karlsruhe) (Martin-Luther-Plastik)
- dem Kunsthaus Zürich (Relief über dem Portal)
- der Antoniuskirche in Basel
- der Pauluskirche (Bern) und weiteren Kirchen in Zug, Degersheim und Flawil
- der Neuen Nikolaikirche, Frankfurt am Main (Relief am Kanzelaltar von 1909)
- dem Badischen Bahnhof in Basel (Giebelschmuck)
- der „Römerburg“ in Baden
- der Stadthalle in Karlsruhe (Plastiken)

Skulpturen
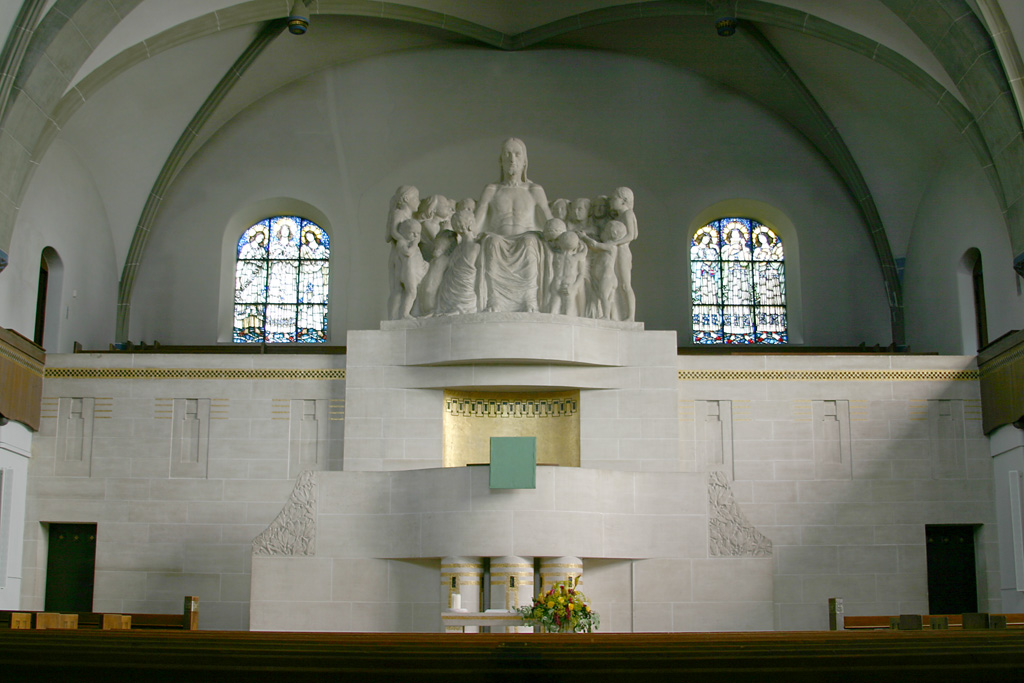
Steinplastik „Christus als Kinderfreund“ in der Berner Pauluskirche
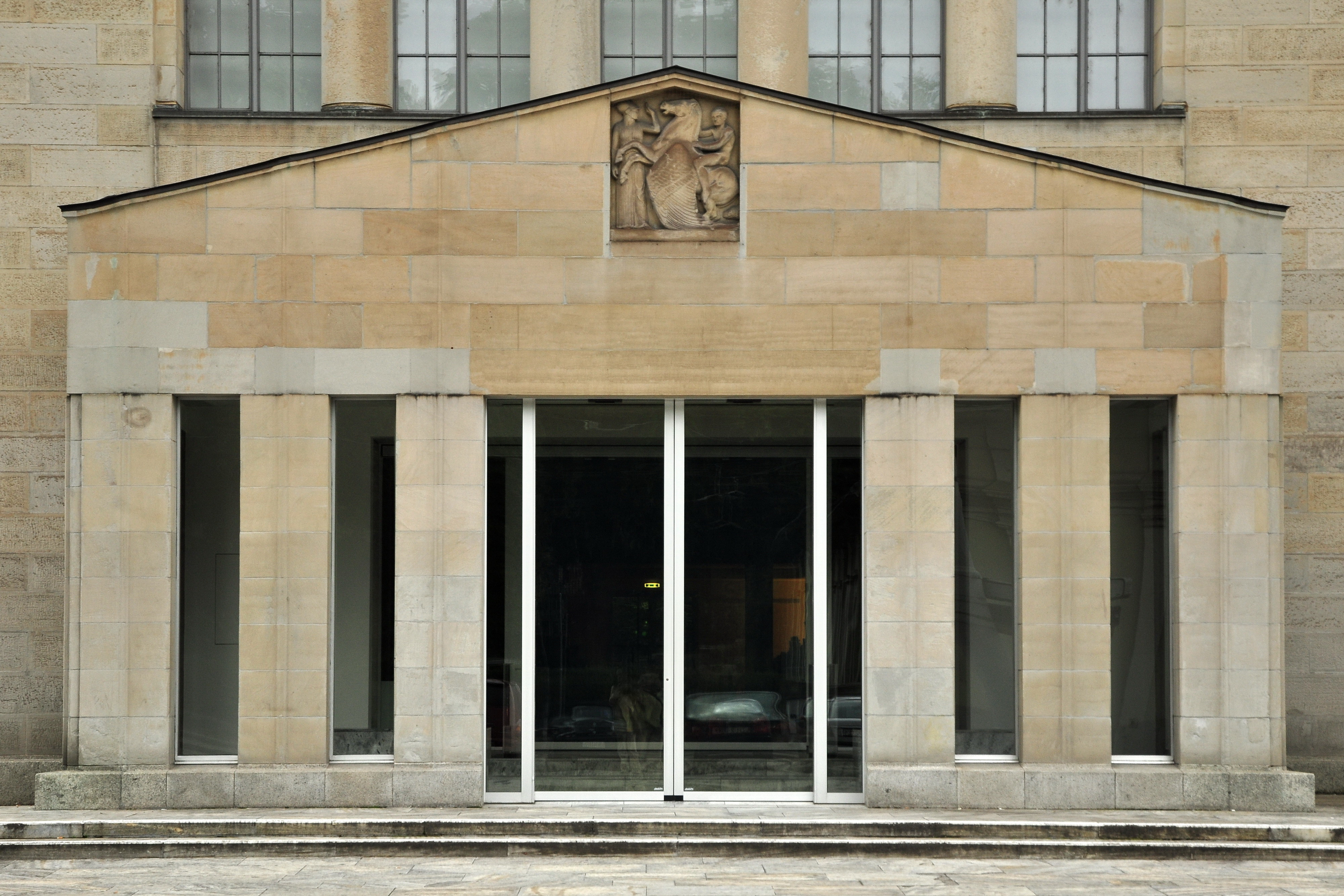
Athenerelief, 1910, Kunsthaus Zürich
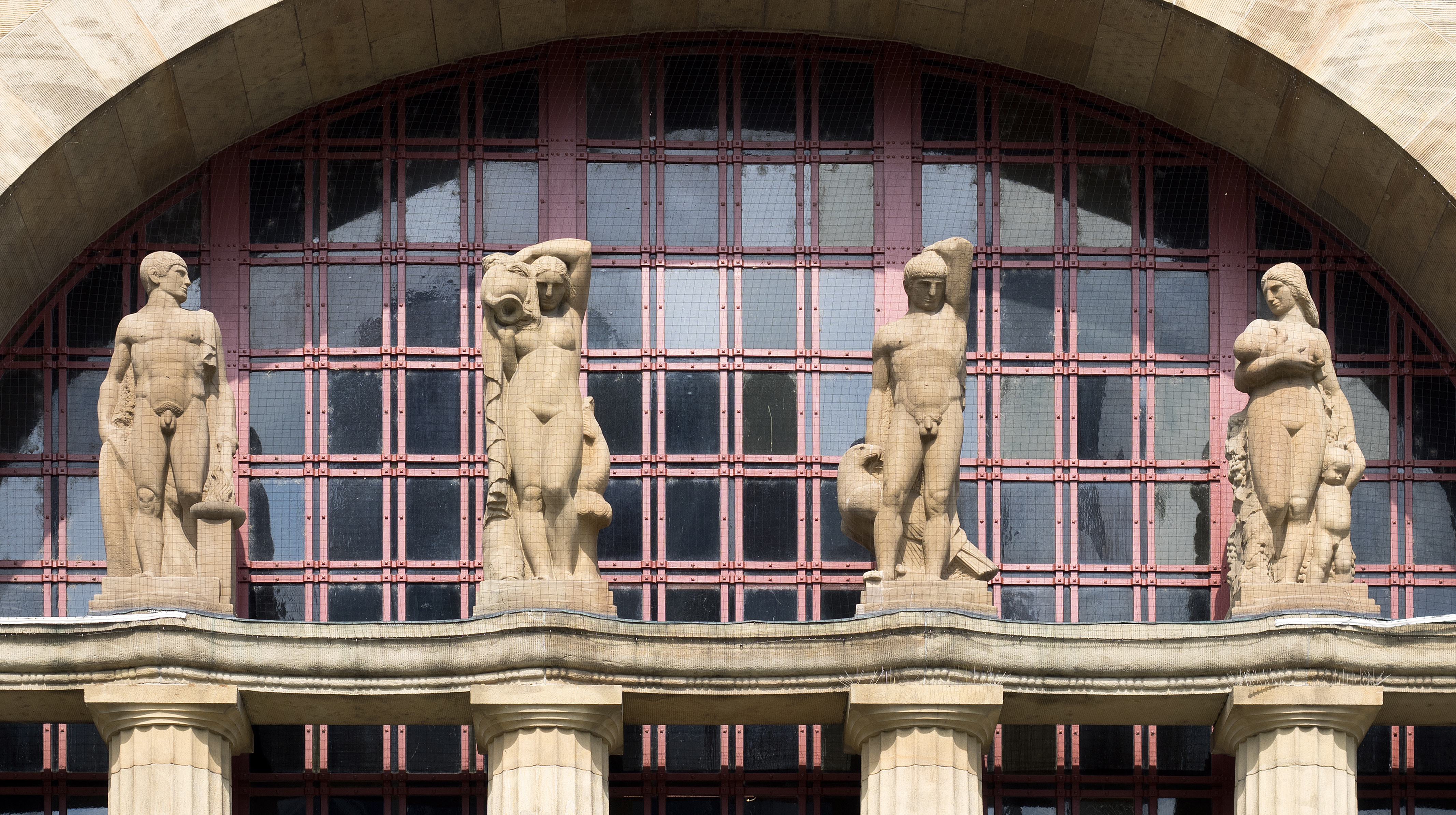
Die vier Elemente, Tympanonfiguren über dem Eingang des Badischen Bahnhofs
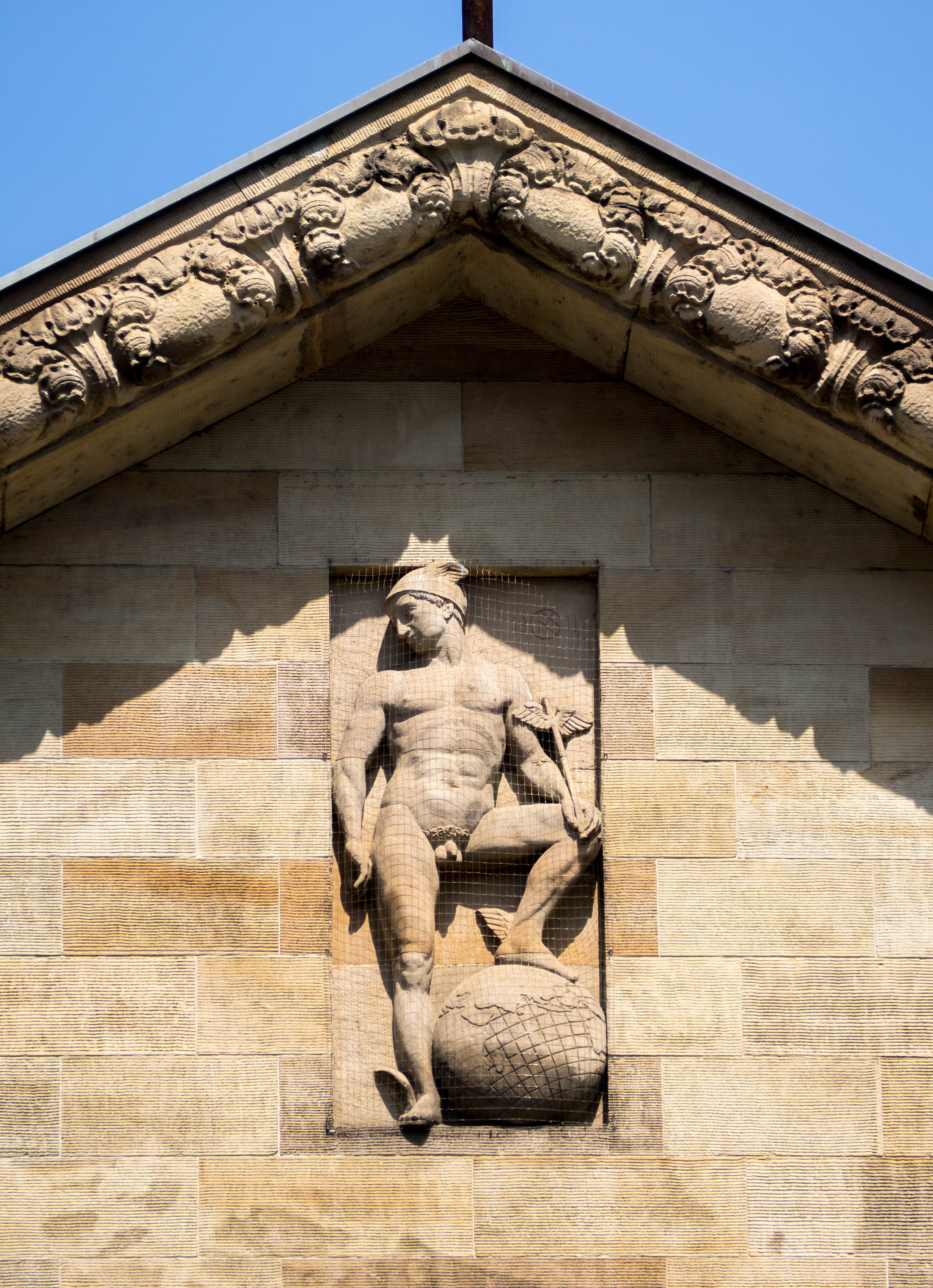
Merkur im Giebeldreieck des Badischen Bahnhofs

Weitere Plastiken:
- Kriegerdenkmal am Rathaus Ettlingen
- Plastik der Venus Kallipygos (Watthaldenpark Ettlingen)
- Bismarckdenkmal Baden-Baden (1915)

## Ehrungen
Am 9. April 1975 benannte die Stadt Ettlingen nach einem Beschluss im Gemeinderat eine Straße nach ihm.